# Liste des prétendants au trône de Portugal
Cet article énumère la liste des prétendants au défunt trône de Portugal, depuis l'abolition de la monarchie en 1910.

## Branche deBragance-Saxe-Cobourg et Gotha
| Rang | Portrait              | Nom                                                                 | Période de revendication | Notes | Armoiries                                        |
| ---- | --------------------- | ------------------------------------------------------------------- | ------------------------ | --- | ------------------------------------------------ |
| 34   | Manuel II             | Manuel II (15 novembre 1889, Lisbonne – 2 juillet 1932, Londres)    | 1910 – 1932              | Le dernier roi du Portugal (de la maison de Bragance-Saxe-Cobourg et Gotha), vivant en exil en Angleterre. | Armoiries du royaume de Portugal de 1830 à 1910. |
| 35   | Maria Pia de Bragance | Maria Pia de Bragance (13 mars 1907, Lisbonne – 6 mai 1995, Vérone) | 1932 – 1995              | Elle reçoit, après la mort du roi Manuel II en 1932, le soutien d'une fraction des partisans de la monarchie au Portugal. Elle prétendait être la fille du roi Charles Ier de Portugal, mais cette filiation n'a jamais pu être prouvée. | Armoiries du royaume de Portugal de 1830 à 1910. |
| 36   | Rosario Poidimani     | Rosario Poidimani (né le 25 août 1941, Syracuse)                    | 1987 –                   | Prétendant après « l'abdication » de Maria Pia de Bragance en 1987. Elle l'aurait désigné comme son successeur, sur la base d'un lien de parenté, cela n'ayant cependant jamais été prouvé.                                              | Armoiries du royaume de Portugal de 1830 à 1910. |

## Branche de Bragance (migueliste)
| Rang | Portrait                | Nom                                                                                         | Période de revendication | Notes | Armoiries                                        |
| ---- | ----------------------- | ------------------------------------------------------------------------------------------- | ------------------------ | --- | ------------------------------------------------ |
| 31   | Miguel de Bragança      | Michel Janvier de Bragance (13 septembre 1853, Kleinheubach – 11 octobre 1927, Seebenstein) | 1866 – 1920              | Soutenu par les miguelistes (partisans du roi Michel Ier et de ses descendants), il succède à son père comme prétendant au trône en 1866, mais renonce à ses « droits » en 1920 en faveur de son troisième fils. | Armoiries du royaume de Portugal de 1830 à 1910. |
| 32   | Duarte Nuno de Bragance | Édouard Nuno de Bragance (23 septembre 1907, Seebenstein – 23 décembre 1976, Ferragudo)     | 1920 – 1976              | Prétendant des miguelistes de 1920 à sa mort. | Armoiries du royaume de Portugal de 1830 à 1910. |
| 33   | Duarte Pio de Bragance  | Édouard Pie de Bragance (né le 15 mai 1945, Berne)                                          | 1976 –                   | Prétendant des miguelistes. | Armoiries du royaume de Portugal de 1830 à 1910. |

## Branche deLoulé(constitutionnelle)
En octobre 2008, le 6e duc de Loulé, dom Pedro Folque de Mendoça Rolim de Moura Barreto (né en 1958), aîné des descendants du 1er duc de Loulé et de l'infante Anne de Jésus de Portugal, considérant les prétentions de son cousin dom Duarte de Bragança, duc de Bragance, comme illégitimes (l'ancêtre de celui-ci – Michel de Portugal – ayant été déchu de ses droits dynastiques pour lui et tous ses descendants en 1838), revendique la couronne de Portugal – sous le nom de Pedro de Mendoça e Bragança –, soutenu en cela par une fraction du Parti populaire monarchiste, en tant que chef de la « branche constitutionnelle » de la maison royale du Portugal (de nationalité portugaise sans interruption et dans le prolongement de la monarchie constitutionnelle et libérale de la troisième et dernière maison de Bragance, opposée à la monarchie absolutiste migueliste) :
- Infante Anne de Jésus de Portugal (1806-1857)
  - Pedro de Mendoça Rolim de Moura Barreto, 2e duc de Loulé (1830-1909)
    - Maria Domingas de Mendoça Rolim de Moura Barreto, 3e duchesse de Loulé (1853-1928)
    - Ana de Jesus de Mendoça Rolim de Moura Barreto (1854-1922)
      - Costança Berquó de Mendoça Rolim de Moura Barreto, comtesse de Vale de Reis, 4e duchesse de Loulé (1889-1965)
        - Alberto Nuno Folque de Mendoça Rolim de Moura Barreto, 5e duc de Loulé (1923-2003)
          - Pedro José Folque de Mendoça Rolim de Moura Barreto, 6e duc de Loulé (né en 1958 – dit Pedro de Mendoça e Bragança)